# ROCK 'N' POP
『ROCK 'N' POP』は、日本のア・カペラ ヴォーカルグループ、SMOOTH ACEの5枚目の洋楽ソングを集めたカバー・アルバム。2003年11月19日にTOSHIBA EMIからリリースされ、9曲が収録されている。

## 収録曲
全編曲：清水靖晃
1. BOHEMIAN RHAPSODY［クイーン］
（作詞・作曲：Frederick Mercury、コーラス・アレンジ：岡村玄、重住ひろこ）
2. HEART OF GLASS［ブロンディ］
（作詞・作曲：Deborah Harry・Christopher Stein、コーラス・アレンジ：平慎也、清水靖晃）
3. EVERY BREATH YOU TAKE［ポリス］
（作詞・作曲：Gordon sumner、コーラス・アレンジ：重住ひろこ、清水靖晃）
4. YOU’VE GOT A FRIEND［キャロル・キング］
（作詞・作曲：Carole King、コーラス・アレンジ：岡村玄、清水靖晃）
5. LOVE［ジョン・レノン］
（作詞・作曲：John lennon、コーラス・アレンジ：清水靖晃）
6. DO YOU REALLY WANT TO HURT ME（君は完璧さ）［カルチャー・クラブ］
（作詞・作曲：George O’Dowd, Jon Moss, Micheal Craig, Roy Hay、コーラス・アレンジ：平慎也、清水靖晃）
7. RADIOACTIVITY［クラフトワーク］
（作詞・作曲：Ralf Hutter, Florian Schneider,Esleben, Emil Schult、コーラス・アレンジ：李眞姫、清水靖晃）
8. PERFECT DAY［ルー・リード］
（作詞・作曲：Lou Reed、コーラス・アレンジ：重住ひろこ、清水靖晃）
9. PUBLIC IMAGE［パブリック・イメージ・リミテッド］
（作詞・作曲：Keith Levene, John Lyndon, Jim Walker, John Wardle、コーラス・アレンジ：李眞姫、清水靖晃）

## 参加
重住ひろこ、岡村玄、平慎也、李眞姫（vo, cho)／清水靖晃（prg, all instruments）

## スタッフ
プロデュース：清水靖晃、レコーディング・エンジニア：森岡徹也、叶眞司／ミキシング・エンジニア：叶眞司、マスタリング・エンジニア：相川洋一、撮影：小木曽威夫

## 品番
TOCT-25215

## 配信
発売日：2013-7-10